# Kim Jung-hwan
Det här är en artikel om en person med koreanskt personnamn; Kim är familjenamnet.
Kim Jung-hwan (koreanska: 김정환; Hanja: 金政煥), född den 2 september 1983, är en sydkoreansk fäktare som tävlar i sabel.
Kim tog OS-guld i herrarnas lagtävling i sabel i samband med de olympiska fäktningstävlingarna 2012 i London. Han tog även brons i individuell sabel vid olympiska sommarspelen 2016 i Rio de Janeiro. Vid olympiska sommarspelen 2020 i Tokyo tog Kim guld i lagtävlingen i sabel och brons individuellt i sabel.